# Liou Po-čcheng
Liou Po-čcheng (čínsky pchin-jinem Liú Bóchéng, znaky zjednodušené 刘伯承, 4. prosince 1892 — 7. října 1986) byl čínský komunistický vojevůdce a politik, maršál Čínské lidové republiky.

## Život
Narodil se roku 1892 v provincii S’-čchuan v okrese Kchaj nedaleko Čchung-čchingu v relativně chudé rodině. Roku 1911 vstoupil do armády, roku 1912 byl přijat na vojenskou akademii v Čchung-čchingu. Roku 1914 vstoupil do Čínské revoluční strany (pozdějšího Kuomintangu). Roku 1916 v bojích ve Feng-tu přišel o pravé oko. Sloužil v kuomintangské Národní revoluční armádě, účastnil se Severného pochodu. Roku 1926 vstoupil do Komunistické strany Číny.
Na podzim 1927 se účastnil povstání v Nan-čchangu. V letech 1928–1930 studoval na Frunzeho vojenské akademii v Sovětském svazu. Po návratu sloužil ve vojenském oddělení ÚV KS Číny v Šanghaji, roku 1931 byl přeložen k vojskům centrální sovětské oblasti (1. front čínské Rudé armády) a převzal velení nad vojenskou akademií čínské Rudé armády, v říjnu 1932 se stal náčelníkem generálního štábu čínské Rudé armády, v této funkci se účastnil Dlouhého pochodu. Po reorganizaci rudých vojsk v srpnu 1937 převzal velení nad 129. divizí 8. pochodové armády, v polovině 40. let rozšířenou na Ťin-Ťi-Luskou polní armádu (tedy Šansijsko-Chupejsko-Šantungskou), koncem léta 1947 reorganizovanou v Polní armádu centrální nížiny a začátkem roku 1949 na 2. polní armádu. Se svými jednotkami v občanské válce dobyl východní a poté jihozápadní Čínu.
Roku 1950 vedl vládu jihozápadní Číny. V lednu 1951 byl jmenován náčelníkem Vojenské akademie ČLOA (do roku 1959). Roku 1955 byl jmenován jedním z deseti maršálů Čínské lidové republiky. Od roku 1959 žil v Pekingu a kvůli slabému zdraví se politického života účastnil jen málo.
Zastával vysoké funkce ve vedení komunistické strany – v letech 1945–1982 byl členem ústředního výboru, v letech 1956–1982 jeho politbyra. Zaujímal rovněž vysoké pozice ve vedení ozbrojených sil: člen vojenské komise KS Číny (1937–1949 a 1954–1982, v letech 1966–1982 místopředseda), Lidové revoluční vojenské rady (člen 1949–1954, místopředseda 1954), Státního výboru obrany (místopředseda 1954–1975).
V letech 1959–1980 vykonával funkci místopředsedy stálého výboru Všečínského shromáždění lidových zástupců.
Zemřel v říjnu 1986 v Pekingu.